# Ivana Korolová
Ivana Korolová (ur. 17 września 1988 w Pardubicach) – czeska aktorka i piosenkarka.
Zagrała w filmach Panic je nanic, Ať žijí rytíři!, Dvanáct měsíčků. Występuje także w programach telewizyjnych i serialach.
Zajmuje się również dubbingiem. Swojego głosu użyczyła w serialu Simpsonowie oraz w filmach: High School Musical, Krwawe walentynki 3D, Nieproszeni goście, Zmierzch, Księżniczka i żaba.

## Filmografia
Na podstawie źródła:
- Krejzovi (serial TV Prima 2018–2019) – Danka
- Ohnivý kuře (serial TV Prima 2016–2017) – Pavlína
- Četníci z Luhačovic (serial ČT1 2015–2016) –  Stáňa
- Modelky s.r.o. (2014) – role Tereza
- Gympl s ručením omezeným (serial TV Nova 2013) – Tereza
- Dvanáct Měsíčků (film ČT1 2012) – Květulinka
- Vodník a Karolínka (film ČT1 2010) – Karolínka
- Ať žijí rytíři (serial ČT1 2009) – Tereza
- Kriminálka Anděl (serial TV Nova 2008) – rola epizodyczna
- Ordinace v Růžové zahradě (serial TV Nova 2007) – rola epizodyczna
- Panic je nanic (film 2005) – Zuzana

## Dyskografia
- Kruhy (2019)